# Errigal
L'Errigal (An Earagail in gaelico irlandese, il cui significato è probabilmente "oratorio") è un monte del Donegal, contea nord-occidentale dell'Irlanda.
Alto 751 metri, è la cima più elevata della propria contea e la 76ª d'Irlanda. Fa parte della catena Derryveagh Mountains, di cui rappresenta l'esponente più meridionale, alto e ripido del gruppo della cosiddette Seven Sisters ("Sette Sorelle"). Le vicine cime delle Seven Sisters sono il Muckish, il Crocknalaragagh, l'Aghla Beg, l'Ardloughnabrackbaddy, l'Aghla More ed il Mackoght. Il monte più vicino all'Errigal è proprio il Mackoght, anche conosciuto come Little Errigal o Wee Errigal (an Earagail Bheag).
L'Errigal è ben noto per i riflessi rosei e arancioni dei suoi ammassi di quarzite durante i tramonti. Un'altra caratteristica è la mutevole sagoma del monte a seconda dei punti da dove viene visto, dovuta alla particolare ripidità delle pendici. Anche per questi motivi l'Errigal è stato votato come 'Ireland's Most Iconic Mountain' ("Montagna più Iconica d'Irlanda") dalla Walking & Hiking Ireland nel 2009.

## Galleria d'immagini

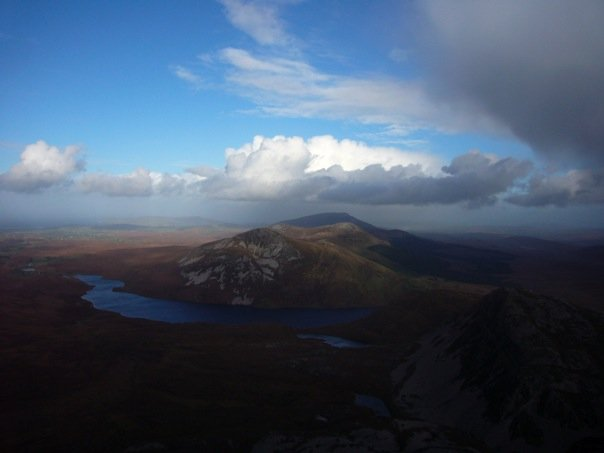
Vista panoramica dall'Errigal.
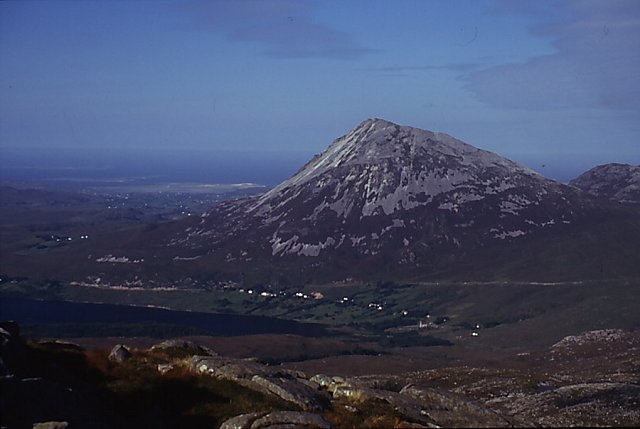
Errigal visto dallo Slieve Snaght.
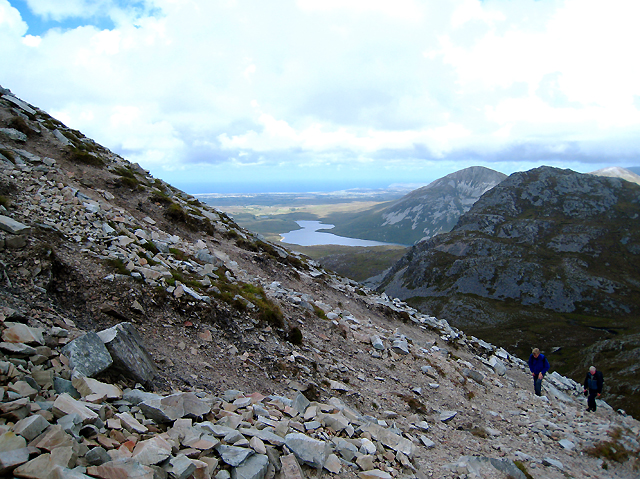
Sentiero di ascesa all'Errigal.
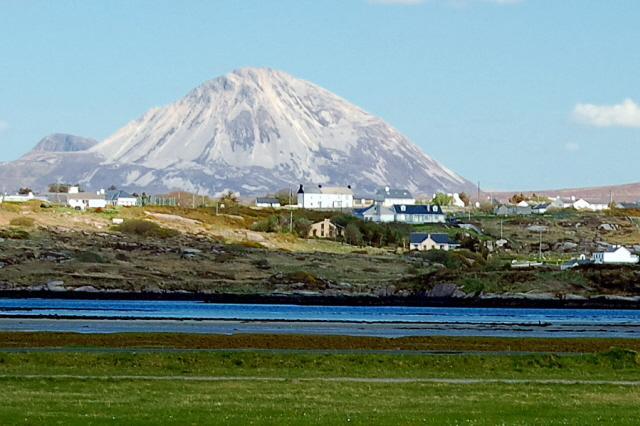
Errigal visto da The Rosses.
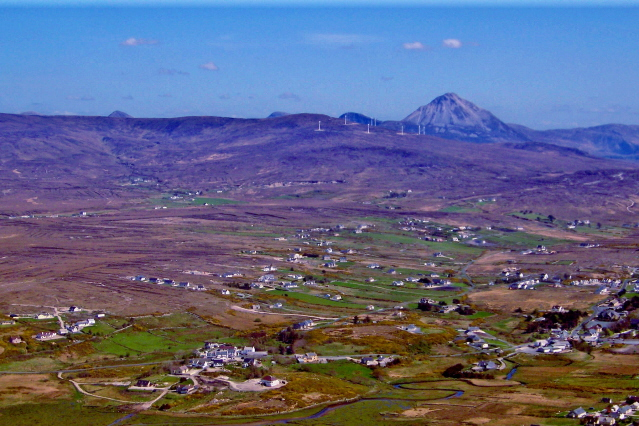
Vista aerea dell'Errigal e Gweedore.
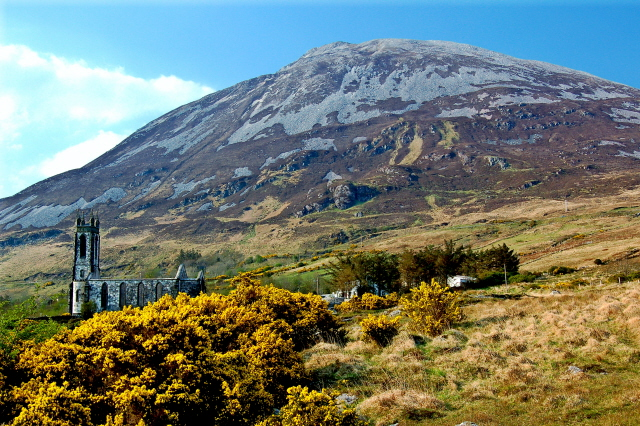
Rovine di chiesa ai piedi dell'Errigal.
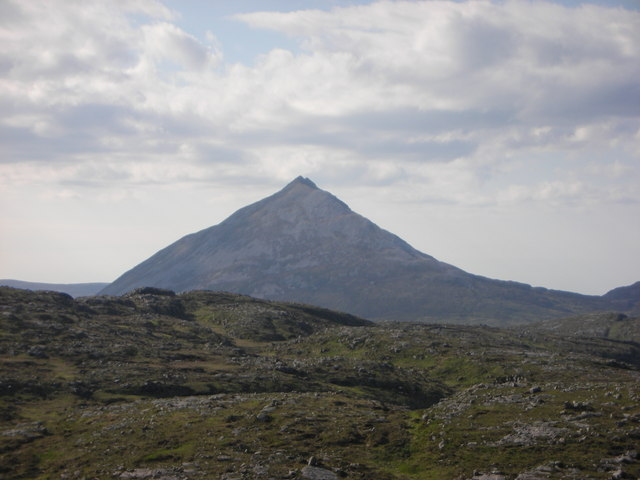
Errigal visto dalla sommità del Cloughaneely.